# بوم‌شناسی شیمیایی

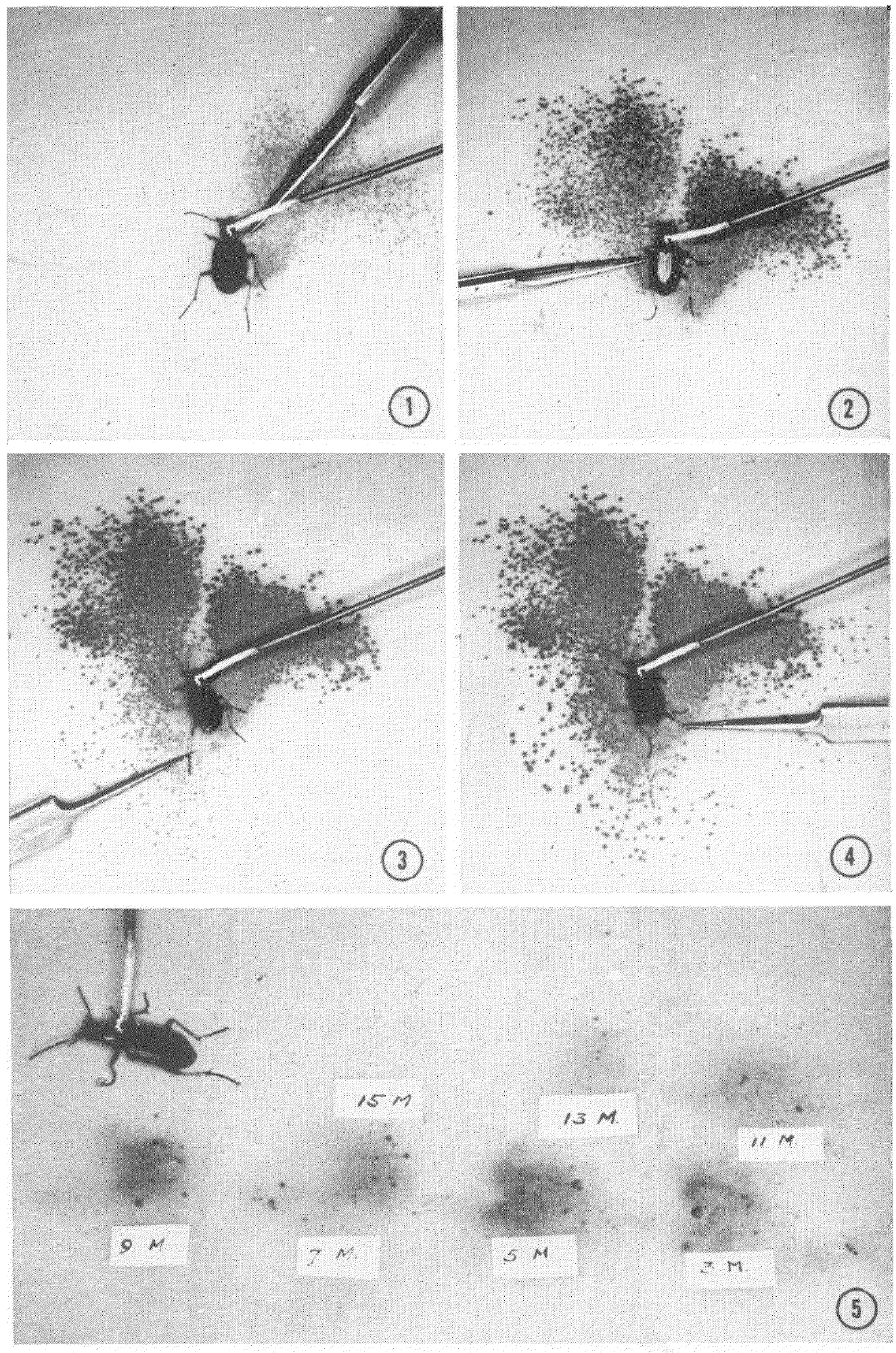
مجموعه‌ای از مطالعه آیزنر و همکارانش در مورد بررسی اسپری دفاعی در سوسک‌های بمب‌افکن. کاغذ مخصوصاً تحت درمان قرار می‌گیرد تا واکنش رنگی با اسپری داشته باشد که معمولاً شفاف است.

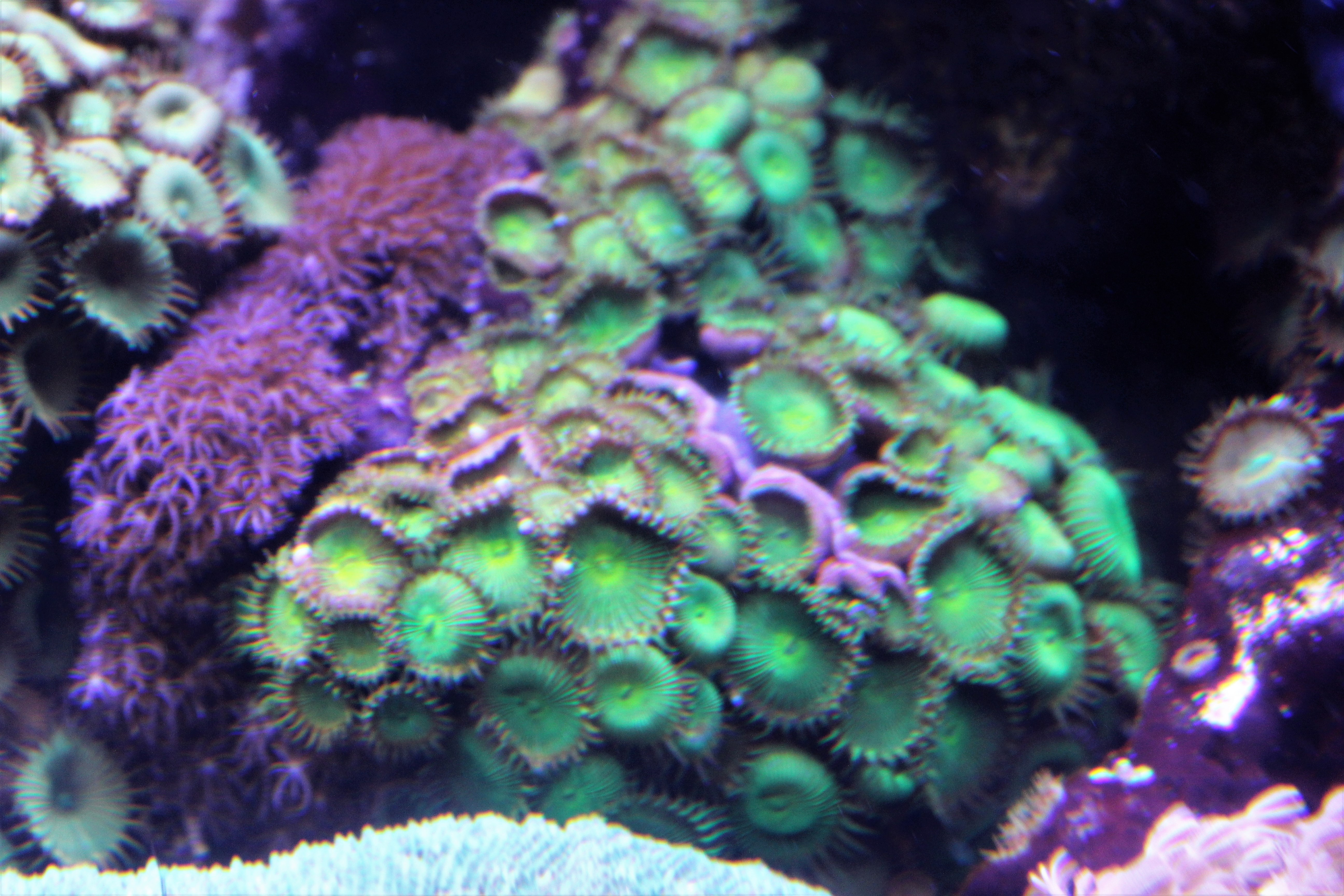
Zoanthus sociatus ماده شبه‌سمی (palytoxin) تولید می‌کند

بوم‌شناسی شیمیایی (به انگلیسی: Chemical ecology)، مطالعه فعل و انفعال‌های شیمیایی بین جانداران زنده و تأثیر این فعل و انفعال‌ها بر جمعیت‌شناسی، رفتار و در نهایت تکامل جانداران درگیر است؛ بنابراین یک زمینه بسیار گسترده و میان‌رشته‌ای است. بوم‌شناسان شیمیایی به دنبال شناسایی مولکول‌های ویژه (یعنی نیمه‌شیمیایی) هستند که به عنوان سیگنال‌های میانجی در فرآیندهای جامعه یا اکوسیستم عمل می‌کنند و تکامل این سیگنال‌ها را درک می‌کنند. موادی که در چنین نقش‌هایی عمل می‌کنند، معمولاً مولکول‌های آلی کوچک و به آسانی قابل انتشار هستند، اما می‌توانند شامل مولکول‌های بزرگ‌تر و پپتیدهای کوچک نیز باشند.